# Liste britischer U-Boote (1901–1920)

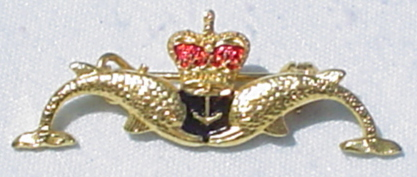
Das Delphin-Abzeichen erhalten alle britischen U-Boot-Fahrer nach erfolgter Ausbildung.

Diese Liste behandelt ausschließlich britische U-Boote von 1901 bis 1920. Siehe daher auch: Liste der U-Boot-Klassen, Liste britischer U-Boot-Klassen, Liste britischer U-Boote (1920–1945), Liste britischer U-Boote (nach 1945).

## Legende
- † = durch Feindeinwirkung zerstört
- ? = im Einsatz vermisst
- § = vom Feind aufgebracht, gekapert oder erbeutet
- × = Unfall oder selbst versenkt
- A = Außerdienststellung (verschrottet, abgewrackt oder einer anderen Verwendung zugeführt)

## Holland-Klasse
Benannt nach ihrem Erfinder, dem US-amerikanischen Ingenieur John Philip Holland, auf den auch das erste U-Boot der United States Navy, die Holland, zurückgeht.
| Schiff    | Klasse  | Indienststellung | Außerdienststellung | Bemerkung |
| --------- | ------- | ---------------- | ------------------- | --- |
| Holland 1 | Holland | 1901             | A 5. November 1913  | Ging beim Schleppen zum Abwracken unter. Wurde im November 1982 gehoben und liegt heute im Royal Navy Submarine Museum, Gosport. |
| Holland 2 | Holland | 1. August 1902   | A 7. Oktober 1913   | |
| Holland 3 | Holland | 1. August 1902   | A 7. Oktober 1913   | |
| Holland 4 | Holland | 2. August 1903   | × 3. September 1912 | Ging unter, konnte aber geborgen werden und wurde am 17. Oktober 1914 als Zielschiff eingesetzt.                                 |
| Holland 5 | Holland | 1902             | × 8. August 1912    | Ging vor Beachy Head an der englischen Südküste unter. Das Wrack wurde im Jahr 2000 entdeckt.                                    |

## U-Boot-Klasse A
| Schiff  | Klasse | Indienststellung | Außerdienststellung | Bemerkung |
| ------- | ------ | ---------------- | ------------------- | --- |
| HMS A1  | A      | 9. Juli 1902     | × 1911              | Ging am 18. März 1904 bei einem Übungsangriff unter (Totalverlust). Wurde später gehoben, ging jedoch erneut unter. Das Wrack wurde 1989 in der Bracklesham Bay entdeckt. |
| HMS A2  | A      | 15. April 1903   | × Januar 1920       | Lief bei Portsmouth auf Grund und wurde abgewrackt. |
| HMS A3  | A      | 13. Juli 1904    | A 12. Mai 1912      | Wurde am 2. Februar 1912 von dem U-Boot-Tender HMS Hazard gerammt und ging unter (Totalverlust). Das Wrack wurde geborgen und als Zielschiff verwendet.                   |
| HMS A4  | A      | 17. Juli 1904    | A 16. Januar 1920   | |
| HMS A5  | A/2    | 11. Februar 1905 | A Dezember 1915     | Am 16. Februar 1905 kamen durch eine Explosion an Bord sechs Matrosen ums Leben. Das Boot wurde 1920 verschrottet.                                                        |
| HMS A6  | A/2    | 3. März 1904     | A 8. Oktober 1920   | |
| HMS A7  | A/2    | 23. Januar 1905  | × 16. Januar 1914   | Sank bei einem Übungsangriff auf ihren Tender unter (Totalverlust). |
| HMS A8  | A/2    | 23. Januar 1905  | A 1920              | Sank am 8. Mai 1905 nach einer Explosion beim Auftauchen (Totalverlust). Das Boot wurde geborgen und als Schulschiff verwendet.                                           |
| HMS A9  | A/2    | 8. Mai 1905      | A 1920              | |
| HMS A10 | A/2    | 8. Februar 1905  | A 8. Oktober 1920   | |
| HMS A11 | A/2    | 8. März 1905     | A Mai 1920          | |
| HMS A12 | A/2    | 22. Juni 1908    | A 16. Januar 1920   | |
| HMS A13 | A/2    | 22. Juni 1908    | A 1920              | Erstes britisches U-Boot mit Dieselantrieb. |

## U-Boot-Klasse B
| Schiff  | Klasse | Indienststellung | Außerdienststellung | Bemerkung                                                                           |
| ------- | ------ | ---------------- | ------------------- | ----------------------------------------------------------------------------------- |
| HMS B1  | B      | 25. Oktober 1904 | A Mai 1921          |                                                                                     |
| HMS B2  | B      | 9. Dezember 1905 | × 4. Oktober 1912   | Sank bei Dover nach einer Kollision mit der SS Amerika (14 Tote, ein Überlebender). |
| HMS B3  | B      | 19. Januar 1906  | A Dezember 1919     |                                                                                     |
| HMS B4  | B      | 28. Januar 1906  | A April 1919        |                                                                                     |
| HMS B5  | B      | 25. Februar 1906 | A August 1921       |                                                                                     |
| HMS B6  | B      | 3. März 1906     | A August 1917       | Wurde 1917 zum Patrouillenboot S6 umgebaut.                                         |
| HMS B7  | B      | 27. März 1906    | A Oktober 1919      | Wurde 1917 zum Patrouillenboot S7 umgebaut.                                         |
| HMS B8  | B      | 10. April 1906   | A 1919              | Wurde 1917 zum Patrouillenboot S8 umgebaut.                                         |
| HMS B9  | B      | 28. April 1906   | A 1919              | Wurde 1917 zum Patrouillenboot S9 umgebaut.                                         |
| HMS B10 | B      | 31. Mai 1906     | † 9. August 1916    | Versenkt durch einen Luftangriff auf Venedig.                                       |
| HMS B11 | B      | 11. Juli 1906    | A 1919              | Wurde 1917 zum Patrouillenboot S11 umgebaut.                                        |

## U-Boot-Klasse C
| Schiff  | Klasse | Indienststellung   | Außerdienststellung | Bemerkung |
| ------- | ------ | ------------------ | ------------------- | --- |
| HMS C1  | C      | 10. April 1906     | A 1919              | Wurde zum Patrouillenboot S8 umgebaut. |
| HMS C2  | C      | 26. November 1906  | A 8. Oktober 1920   | |
| HMS C3  | C      | 23. Februar 1907   | × 23. April 1918    | Das Boot wurde voll Sprengstoff gepackt und sprengte das Viadukt zwischen der Mole und dem Festland bei Zeebrugge.                               |
| HMS C4  | C      | 13. März 1907      | A 28. Februar 1922  | |
| HMS C5  | C      | 10. April 1906     | A 31. Oktober 1919  | |
| HMS C6  | C      | 21. Januar 1907    | A 20. November 1919 | |
| HMS C7  | C      | 23. Mai 1907       | A 20. Dezember 1919 | C7 versenkte am 5. April 1917 ein U-Boot am Zeebrugge-Kanal.                                                                                     |
| HMS C8  | C      | 23. Mai 1907       | A 22. Oktober 1920  | Führte am 19. August 1916 vermeintlich einen Angriff auf die deutsche Hochseeflotte durch, beschoss jedoch irrtümlich die britische Grand Fleet. |
| HMS C9  | C      | 18. Juni 1907      | A Juli 1922         | |
| HMS C10 | C      | 13. Juli 1907      | A Juli 1922         | |
| HMS C11 | C      | 3. September 1907  | × 14. Juli 1909     | Sank nach Kollision mit dem Dampfschiff Eddystone, südlich von Cromer (13 Tote, drei Überlebende).                                               |
| HMS C12 | C      | 19. Januar 1908    | A Februar 1920      | |
| HMS C13 | C      | 19. Februar 1908   | A 2. Februar 1920   | |
| HMS C14 | C      | 13. März 1908      | A 5. Dezember 1921  | Sank am 10. Dezember 1913 nach Kollision mit einem britischen Boot in der Plymouth-Bucht, konnte aber geborgen werden.                           |
| HMS C15 | C      | 1. April 1908      | A 28. Februar 1922  | |
| HMS C16 | C      | 5. Juni 1908       | A 12. August 1922   | Sank 1917 nach Kollision mit dem Zerstörer HMS Melampus (Totalverlust), konnte jedoch geborgen werden.                                           |
| HMS C17 | C      | 13. Mai 1909       | A 20. November 1919 | |
| HMS C18 | C      | 23. Juli 1909      | A 26. Mai 1921      | |
| HMS C19 | C/2    | 9. November 1909   | A 2. Februar 1920   | |
| HMS C20 | C/2    | 31. Januar 1910    | A 26. Mai 1921      | |
| HMS C21 | C/2    | 18. Mai 1909       | A 5. Dezember 1921  | |
| HMS C22 | C/2    | 5. Mai 1909        | A 2. Februar 1920   | |
| HMS C23 | C/2    | 5. Mai 1909        | A 5. Dezember 1921  | |
| HMS C24 | C/2    | 5. Mai 1909        | A 26. Mai 1921      | C24 versenkte das deutsche U-Boot U 40. |
| HMS C25 | C (2)  | 28. Mai 1909       | A 5. Dezember 1921  | Wurde am 6. Juli 1918 bei Harwich von deutschen Marinefliegern angegriffen (sechs Tote).                                                         |
| HMS C26 | C/2    | 28. Mai 1909       | × 4. April 1918     | Selbstversenkt vor Helsinki, um die Kaperung durch die Rote Armee zu verhindern.                                                                 |
| HMS C27 | C/2    | 14. August 1909    | × 5. April 1918     | Selbstversenkt vor Helsinki, um die Kaperung durch die Rote Armee zu verhindern. C27 versenkte das deutsche U-Boot U 23.                         |
| HMS C28 | C/2    | 14. August 1909    | A 25. August 1921   | |
| HMS C29 | C/2    | 17. September 1909 | † 29. August 1915   | Lief in der Nordsee auf eine Mine und sank (Totalverlust).                                                                                       |
| HMS C30 | C/2    | 11. Oktober        | A 25. August 1921   | |
| HMS C31 | C/2    | 19. November 1909  | † 4. Januar 1915    | Patrouillierte vor Zeebrugge in seichten Gewässern und wurde von Land aus durch Geschützfeuer zerstört.                                          |
| HMS C32 | C/2    | 19. November 1909  | × 22. Oktober 1917  | Lief in der Rigaer Bucht auf Grund und wurde von der Mannschaft gesprengt. C32 versenkte ein Handelsschiff in der Ostsee.                        |
| HMS C33 | C/2    | 13. August 1910    | ? 4. August 1915    | In der Nordsee verschollen, lief vermutlich auf eine Mine und sank.                                                                              |
| HMS C34 | C/2    | 17. September 1910 | † 17. Juli 1917     | Versenkt durch das deutsche U-Boot U 52 vor den Shetlandinseln.                                                                                  |
| HMS C35 | C/2    | 1. Februar 1910    | × 5. April 1918     | Selbstversenkt, um die Kaperung durch die Rote Armee zu verhindern.                                                                              |
| HMS C36 | C/2    | 1. Februar 1910    | A 25. Juni 1919     | Umkreiste 1911 die halbe Welt und schloss sich dem britischen China-Geschwader an.                                                               |
| HMS C37 | C/2    | 31. März 1910      | A 25. Juni 1919     | Umkreiste 1911 die halbe Welt und schloss sich dem britischen China-Geschwader an.                                                               |
| HMS C38 | C/2    | 31. März 1910      | A 25. Juni 1919     | Umkreiste 1911 die halbe Welt und schloss sich dem britischen China-Geschwader an.                                                               |

## U-Boot-Klasse D
| Schiff | Klasse | Indienststellung  | Außerdienststellung | Bemerkung |
| ------ | ------ | ----------------- | ------------------- | --- |
| HMS D1 | D      | September 1909    | A 23. Oktober 1918  | Wurde nach Außerdienststellung als Zielschiff verwendet.                                                                                                |
| HMS D2 | D      | 29. März 1911     | † 25. November 1914 | Versenkt durch ein deutsches Patrouillenboot zwischen Weser und Ems.                                                                                    |
| HMS D3 | D      | 30. August 1911   | × 12. März 1918     | Irrtümlich versenkt durch ein französisches Flugzeug im Ärmelkanal.                                                                                     |
| HMS D4 | D      | 29. November 1911 | A 19. Dezember 1921 | D4 versenkte den deutschen Minenleger SMS Bielefeld und das deutsche U-Boot SM UB 72. Es war das erste britische U-Boot mit Deckkanone.                 |
| HMS D5 | D      | 19. Januar 1911   | † 3. November 1914  | Lief vor Yarmouth auf eine Mine und sank (20 Tote, fünf Überlebende).                                                                                   |
| HMS D6 | D      | 19. April 1912    | † 28. Juni 1918     | Versenkt durch das deutsche U-Boot SM UB 73 vor der nördlichen Küste Irlands (Totalverlust). D6 hatte kurz zuvor das deutsche U-Boot SM UB 72 versenkt. |
| HMS D7 | D      | 14. Dezember 1911 | A 19. Dezember 1921 | Wurde am 10. Februar 1918 irrtümlich vom Zerstörer HMS Pelican beschossen und stark beschädigt.                                                         |
| HMS D8 | D      | 23. März 1912     | A 19. Dezember 1921 | |

## U-Boot-Klasse E
| Schiff | Klasse | Indienststellung   | Außerdienststellung | Bemerkung |
| ------ | ------ | ------------------ | ------------------- | --- |
| HMS E1 | E      | 6. Mai 1913        | × 3. April 1918     | Selbstversenkt, um die Kaperung durch die Rote Armee zu verhindern. E1 versenkte den deutschen Transporter Aachen. |
| HMS E2 | E      | 30. Juni 1913      | A 7. März 1931      | |
| HMS E3 | E      | 29. Mai 1914       | † 18. Oktober 1914  | Versenkt durch das deutsche U-Boot U 27 vor Borkum. Die E3 war das erste U-Boot, das im Ersten Weltkrieg versenkt wurde. |
| HMS E4 | E      | 4. Januar 1913     | A 21. Februar 1922  | Sank am 15. August 1916 nach Kollision mit dem U-Boot HMS E41 (Totalverlust), konnte jedoch geborgen werden und wurde wieder in Dienst gestellt. |
| HMS E5 | E      | 7. Juni 1913       | † 7. März 1916      | Lief in der Nordsee auf eine Mine und sank. |
| HMS E6 | E      | 15. Oktober 1913   | † 26. Dezember 1915 | Lief in der Nordsee auf eine Mine und sank (Totalverlust). |
| HMS E7 | E      | 14. März 1914      | † 4. September 1915 | Versenkt durch das deutsche U-Boot SM UB 14 in den Dardanellen. |
| E8     | E      | 13. Juni 1914      | × 4. April 1918     | Selbstversenkt, um die Kaperung durch die Rote Armee zu verhindern. E8 hatte den deutschen Kreuzer Prinz Adalbert versenkt. |
| E9     | E/2    | 16. Juni 1914      | × 3. April 1918     | Selbstversenkt, um die Kaperung durch die Rote Armee zu verhindern. E9 hatte insgesamt sieben Schiffe versenkt. |
| E10    | E/2    | 10. August 1914    | ? 18. Januar 1915   | In der Nordsee verschollen, lief vermutlich auf eine Mine und sank. |
| E11    | E/2    | 19. September 1914 | A 7. März 1921      | E11 versenkte 1915 das osmanische Schlachtschiff Heireddin Barbarossa. |
| E12    | E/2    | 14. Oktober 1914   | A 7. März 1921      | |
| E13    | E/2    | 9. Dezember 1914   | § August 1915       | Lief am 18. August 1915 vor der dänischen Insel Saltholm auf Grund und geriet unter Feuer von zwei deutschen Torpedobooten (14 Tote, 17 Überlebende). Die Überlebenden wurden in Dänemark interniert und das Boot schlussendlich an die dänische Regierung verkauft. |
| E14    | E/2    | 1. Dezember 1914   | † 27. Januar 1918   | Versenkt durch Beschuss aus osmanischen Küstenbatterien in den Dardanellen (22 Tote, neun Überlebende). |
| E15    | E/2    | 15. Oktober 1914   | × 17. April 1915    | Lief am Zugang zum Marmarameer auf Grund und wurde zerstört, um der Kaperung durch die Osmanen zu entgehen. |
| E16    | E/2    | 26. Februar 1915   | † 22. August 1916   | Lief in der Nordsee auf eine Mine und sank. E16 hatte 1915 das deutsche Torpedoboot V 188 und das deutsche U-Boot U 6 versenkt. |
| E17    | E/2    | 7. April 1915      | × 6. Januar 1916    | Lief nördlich von Texel auf Grund. Die Besatzung wurde vom niederländischen Kreuzer Hr. Ms. Noord Brabant aufgenommen und für den Rest des Krieges in Holland festgesetzt. |
| E18    | E/2    | 6. Juni 1915       | ? 24. Mai 1916      | Das U-Boot brach am 25. Mai 1916 vom Hafen Reval (heute Tallinn) zu seiner letzten Fahrt auf. Am folgenden Tag torpedierte E18 das deutsche Torpedoboot V 100 und beschädigte es schwer, ohne es jedoch zu versenken. Vermutlich lief E18 am 2. Juni auf eine Mine und sank. Andere Berichte sagen, dass E18 von einem als Handelsschiff getarnten deutschen Kriegsschiff versenkt wurde. 2009 wurde das Wrack nahe der estnischen Insel Hiiumaa geortet. |
| E19    | E/2    | 12. Juli 1915      | X 3. April 1918     | Selbstversenkt, um die Kaperung durch die Rote Armee zu verhindern. E19 versenkte den deutschen Kleinen Kreuzer Undine und fünf deutsche Handelsschiffe. |
| E20    | E/2    | 30. August 1915    | † 6. November 1915  | Versenkt durch das deutsche U-Boot UB 14 (22 Tote, neun Überlebende). |
| E21    | E/3    | 1. Oktober 1915    | A 14. Dezember 1921 | E21 versenkte 1918 ein österreichisch-ungarisches Handelsschiff. |
| E22    | E/3    | 8. November 1915   | † 25. April 1916    | Versenkt durch das deutsche U-Boot UB 18. |
| E23    | E/3    | 6. Dezember 1915   | A 6. September 1922 | |
| E24    | E/3 ML | 10. Januar 1916    | ? 10. März 1916     | Minenleger. In der Nordsee verschollen. |
| E25    | E/3    | 4. Oktober 1915    | A 14. Dezember 1921 | |
| E26    | E/3    | 3. Oktober 1915    | ? 29. Juni 1916     | In der Nordsee verschollen. |
| E27    | E/3    | August 1917        | A 6. September 1922 | |
| E29    | E/3    | Oktober 1915       | A 21. Februar 1922  | |
| E30    | E/3    | November 1915      | ? 22. November 1916 | Verschollen in der Nordsee, vermutlich auf eine Mine gelaufen und gesunken. |
| E31    | E/3    | 27. Dezember 1915  | A 6. September 1922 | |
| E32    | E/3    | Oktober 1916       | A 6. September 1922 | |
| E33    | E/3    | November 1916      | A 6. September 1922 | |
| E34    | E/3 ML | März 1917          | ? 20. Juli 1918     | Minenleger. In der Nordsee verschollen, möglicherweise vor Vlieland (Niederlande) auf eine Mine von E51 gelaufen und gesunken. E34 hatte das deutsche U-Boot UB 16 versenkt. |
| E35    | E/3    | 14. Juli 1916      | A 6. September 1922 | |
| E36    | E/3    | 16. November 1916  | × 19. Januar 1917   | Sank nach Kollision mit der E43 vor Harwich (Totalverlust). |
| E37    | E/3    | 17. März 1916      | ? 1. Dezember 1916  | In der Nordsee verschollen, vermutlich auf eine Mine gelaufen und gesunken. |
| E38    | E/3    | 10. Juli 1916      | A 6. September 1922 | |
| E39    | E/3    | Oktober 1916       | A 13. Oktober 1921  | |
| E40    | E/3    | Mai 1917           | A 14. Dezember 1921 | |
| E41    | E/3 ML | Juni 1915          | A 1922              | Minenleger. |
| E42    | E/3    | Juni 1916          | A 6. September 1922 | |
| E43    | E/3    | 20. Februar 1916   | ?                   | |
| E44    | E/3    | 18. Juli 1917      | A 13. Oktober 1921  | |
| E45    | E/3 ML | August 1916        | ?                   | Minenleger. |
| E46    | E/3 ML | Oktober 1916       | ?                   | Minenleger. |
| E47    | E/3    | Oktober 1916       | ? 20. August 1917   | In der Nordsee verschollen. |
| E48    | E/3    | Februar 1917       | A 1928              | Ab 1920 als Zielschiff verwendet. |
| E49    | E/3    | 14. Dezember 1916  | † 3. März 1917      | Gesunken vor den Shetlandinseln, vermutlich aufgrund einer Seemine von UC 76 (Totalverlust). |
| E50    | E/3    | 23. Januar 1917    | ? 1. Februar 1918   | In der Nordsee verschollen, vermutlich auf eine Mine gelaufen und gesunken. |
| E51    | E/3 ML | 27. Januar 1917    | A 13. Oktober 1921  | Minenleger. |
| E52    | E/3    | 13. März 1917      | A 3. Januar 1921    | |
| E53    | E/3    | März 1916          | A 6. September 1922 | |
| E54    | E/3    | Mai 1916           | ?                   | E54 versenkte 1916 das deutsche U-Boot UC 10 und 1917 das deutsche U-Boot U 81. |
| E55    | E/3    | 25. März 1916      | A 6. September 1922 | |
| E56    | E/3    | 8. August 1916     | A 9. Juni 1923      | |

## Experimental-U-Boote (Klassen F, S, V und W)
| Schiff | Klasse | Indienststellung   | Außerdienststellung  | Bemerkung |
| ------ | ------ | ------------------ | -------------------- | --- |
| HMS F1 | F      | 14. August 1915    | A 1920               | |
| HMS F2 | F      | 22. August 1917    | A Juli 1922          | |
| HMS F3 | F      | Juli 1916          | A 1920               | |
| HMS S1 | S      | 5. August 1914     | A 23. Januar 1919    | Im September 1915 verkauft an die italienische Marine und als S 1 weitergeführt.                                                   |
| HMS S2 | S      | 29. Mai 1915       | A 1. Februar 1919    | Im September 1915 verkauft an die italienische Marine und als S 2 weitergeführt.                                                   |
| HMS S3 | S      | 25. September 1915 | A 14. April 1919     | Im September 1915 verkauft an die italienische Marine und als S 3 weitergeführt.                                                   |
| HMS V1 | V      | 5. Mai 1915        | A 29. November 1921  | |
| HMS V2 | V      | 14. November 1915  | A 29. November 1921  | |
| HMS V3 | V      | 22. Januar 1916    | A 8. Oktober 1920    | |
| HMS V4 | V      | 15. März 1916      | A 8. Oktober 1920    | |
| HMS W1 | W      | 6. Januar 1915     | A 14. September 1919 | Im August 1916 an die italienische Marine transferiert.                                                                            |
| HMS W2 | W      | Mai 1915           | A 14. März 1919      | Im August 1916 an die italienische Marine transferiert.                                                                            |
| HMS W3 | W      | Februar 1916       | A 14. September 1919 | Im August 1916 an die italienische Marine transferiert.                                                                            |
| HMS W4 | W      | Juli 1916          | ?                    | Im August 1916 an die italienische Marine transferiert. Vermutlich Anfang August 1918 vor der albanischen Küste auf Mine gelaufen. |

## U-Boot-Klasse G
| Schiff  | Klasse | Indienststellung   | Außerdienststellung  | Bemerkung                                                                                                  |
| ------- | ------ | ------------------ | -------------------- | --- |
| HMS G1  | G      | 7. Dezember 1915   | A 14. Februar 1920   | |
| HMS G2  | G      | 18. März 1916      | A 16. Januar 1920    | G2 versenkte 1918 das deutsche U-Boot U 78.                                                                |
| HMS G3  | G      | 18. März 1916      | A 16. Januar 1920    | |
| HMS G4  | G      | 3. Februar 1916    | A 27. Juni 1928      | |
| HMS G5  | G      | 17. Januar 1916    | A 25. Oktober 1922   | |
| HMS G6  | G      | 10. Mai 1916       | A 4. November 1921   | |
| HMS G7  | G      | 21. August 1916    | ? 1. November 1918   | In der Nordsee verschollen. Die G7 war das letzte britische U-Boot, das im Ersten Weltkrieg verloren ging. |
| HMS G8  | G      | 30. Juni 1916      | ? 14. Januar 1918    | Nordnordwestlich von Hirtshals auf dem Heimweg gesunken, Wrack 2019 entdeckt.                              |
| HMS G9  | G      | 22. August 1916    | × 16. September 1917 | Sank nach Kollision mit der HMS Pasley (30 Tote, ein Überlebender).                                        |
| HMS G10 | G      | 12. April 1916     | A 20. Januar 1923    | |
| HMS G11 | G      | 28. März 1915      | × 22. November 1918  | Lief vor Northumbria auf Grund (zwei Tote, 29 Überlebende).                                                |
| HMS G12 | G      | 15. Juni 1916      | A 14. Februar 1920   | |
| HMS G13 | G      | 23. September 1916 | A 20. Januar 1923    | G13 versenkte das deutsche Minen-U-Boot SM UC 43.                                                          |
| HMS G14 | G      | 31. August 1917    | A 11. März 1921      | |

## U-Boot-Klasse H
| Schiff  | Klasse | Indienststellung   | Außerdienststellung | Bemerkung |
| ------- | ------ | ------------------ | ------------------- | --- |
| HMS H1  | H1     | 26. Mai 1915       | A 7. März 1921      | H1 versenkte ein Kanonenboot, fünf Dampfschiffe und 17 Segelschiffe. |
| HMS H2  | H1     | 4. Juni 1915       | A 7. März 1921      | |
| HMS H3  | H1     | 3. Juni 1915       | + 15. Juli 1916     | In der Adria auf eine Mine gelaufen. |
| HMS H4  | H1     | 5. Mai 1915        | A 30. November 1921 | |
| HMS H5  | H1     | 10. Juni 1915      | ×                   | Irrtümlich versenkt durch das Dampfschiff Rutherglen (Totalverlust). H5 versenkte 1916 das deutsche U-Boot U 51. |
| HMS H6  | H1     | 9. Juni 1915       | × 3. Mai 1945       | Lief in der Deutschen Bucht auf Grund und wurde von der niederländischen Koninklijke Marine geborgen und als Hr. Ms. O 8 in Dienst gestellt. Im Mai 1940 vor Willemsoord selbstversenkt, jedoch geborgen und von der deutschen Kriegsmarine als UD 1 in Dienst gestellt. 1945 in Kiel selbstversenkt. |
| HMS H7  | H1     | 25. Juni 1915      | A 30. November 1921 | |
| HMS H8  | H1     | 25. Juni 1915      | A 29. November 1921 | |
| HMS H9  | H1     | 29. Juni 1915      | A 30. November 1921 | |
| HMS H10 | H1     | 29. Juni 1915      | ? 20. Januar 1918   | In der Nordsee verschollen. |
| HMS H11 | H1     | 2. Dezember 1915   | A 1921              | |
| HMS H12 | H1     | 2. Dezember 1915   | A April 1922        | |
| HMS H13 | H1     | 1915               | ?                   | Wurde in der Werft Boston festgehalten und am 3. Juli 1917 an Chile übergeben, wo sie unter dem Namen H1, bzw. Gualcolda in Dienst war. |
| HMS H14 | H1     | 1915               | A 1927              | Wurde im Februar 1919 an die Royal Canadian Navy übergeben und stand hier als CH14 in Dienst. |
| HMS H15 | H1     | 1915               | A 1927              | Wurde im Februar 1919 an die Royal Canadian Navy übergeben und stand hier als CH15 in Dienst. |
| HMS H16 | H1     | 1915               | ?                   | Wurde in der Werft Boston festgehalten und am 3. Juli 1917 an Chile übergeben, wo sie unter dem Namen H2, bzw. Tegualda in Dienst war. |
| HMS H17 | H1     | 1915               | ?                   | Wurde in der Werft Boston festgehalten und am 3. Juli 1917 an Chile übergeben, wo sie unter dem Namen H3, bzw. Rucumilla in Dienst war. |
| HMS H18 | H1     | 1915               | ?                   | Wurde in der Werft Bosten festgehalten und am 3. Juli 1917 an Chile übergeben, wo sie unter dem Namen H4, bzw. Guale in Dienst war. |
| HMS H19 | H1     | 1915               | ?                   | Wurde in der Werft Boston festgehalten und am 3. Juli 1917 an Chile übergeben, wo sie unter dem Namen H5, bzw. Quidora in Dienst war. |
| HMS H20 | H1     | 1915               | ?                   | Wurde in der Werft Boston festgehalten und am 3. Juli 1917 an Chile übergeben, wo sie unter dem Namen H6, bzw. Fresia in Dienst war. |
| HMS H21 | H21    | 28. Januar 1918    | A 17. Juli 1926     | |
| HMS H22 | H21    | 13. November 1918  | A 19. Februar 1929  | |
| HMS H23 | H21    | 25. April 1918     | A 4. Mai 1934       | |
| HMS H24 | H21    | 9. Mai 1918        | A 4. Mai 1934       | |
| HMS H25 | H21    | 16. Juli 1918      | A 19. Februar 1929  | |
| HMS H26 | H21    | 20. März 1918      | A 21. April 1928    | |
| HMS H27 | H21    | 2. Januar 1919     | A 30. August 1935   | |
| HMS H28 | H21    | 29. Juni 1918      | A 18. August 1944   | |
| HMS H29 | H21    | 14. September 1918 | A 1927              | Sank bei Tauchtests im Davenport-Dock (sechs Tote), konnte jedoch geborgen werden. |
| HMS H30 | H21    | 19. Oktober 1918   | A 30. August 1935   | |
| HMS H31 | H21    | 21. Februar 1919   | ? Dezember 1941     | Verschollen in der Biskaya, vermutlich auf eine Mine gelaufen und gesunken. |
| HMS H32 | H21    | 27. Mai 1919       | A 18. Oktober 1944  | |
| HMS H33 | H21    | 17. Mai 1919       | A Oktober 1944      | |
| HMS H34 | H21    | 10. September 1919 | A Juli 1945         | |
| HMS H41 | H21    | November 1918      | A 1920              | |
| HMS H42 | H21    | 1. Mai 1919        | × 23. März 1922     | Sank nach Kollision mit dem Zerstörer HMS Versatile vor Gibraltar (Totalverlust, 26 Tote). |
| HMS H43 | H21    | 25. November 1919  | A November 1944     | |
| HMS H44 | H21    | 15. April 1920     | A Februar 1945      | |
| HMS H47 | H21    | 25. Februar 1919   | × 9. Juli 1929      | Sank nach Kollision mit dem U-Boot HMS L12 vor Milford Haven (19 Tote, drei Überlebende). |
| HMS H49 | H21    | 25. Oktober 1919   | † 18. Oktober 1940  | Versenkt durch deutsche U-Boot-Jäger vor Texel (21 Tote, ein Überlebender). Das Wrack wurde 1984 entdeckt. |
| HMS H50 | H21    | 3. Februar 1920    | A Juli 1945         | |

## U-Boot-Klasse J
| Schiff | Klasse | Indienststellung | Außerdienststellung | Bemerkung                                                   |
| ------ | ------ | ---------------- | ------------------- | ----------------------------------------------------------- |
| HMS J1 | J      | April 1916       | A 26. Februar 1924  | Transferiert an die Royal Australian Navy am 25. März 1919. |
| HMS J2 | J      | Juli 1916        | A 26. Februar 1924  | Transferiert an die Royal Australian Navy am 25. März 1919. |
| HMS J3 | J      | Juni 1916        | A 26. Februar 1924  | Transferiert an die Royal Australian Navy am 25. März 1919. |
| HMS J4 | J      | August 1916      | A 26. Februar 1924  | Transferiert an die Royal Australian Navy am 25. März 1919. |
| HMS J5 | J      | 18. Mai 1916     | A 26. Februar 1924  | Transferiert an die Royal Australian Navy am 25. März 1919. |
| HMS J6 | J      | 31. Juli 1916    | X 15. Oktober 1918  | Irrtümlich versenkt durch die U-Boot-Falle Cymric.          |
| HMS J7 | J/2    | November 1917    | A November 1929     | Transferiert an die Royal Australian Navy am 25. März 1919. |

## U-Boot-Klasse L
| Schiff  | Klasse | Indienststellung  | Außerdienststellung  | Bemerkung |
| ------- | ------ | ----------------- | -------------------- | --- |
| HMS L1  | L      | 18. November 1917 | A März 1930          | |
| HMS L2  | L      | 18. Dezember 1917 | A März 1930          | |
| HMS L3  | L      | 31. Januar 1918   | A Februar 1931       | |
| HMS L4  | L      |                   | ?                    | |
| HMS L5  | L      | 15. Mai 1918      | A 1931               | |
| HMS L6  | L      |                   | ?                    | |
| HMS L7  | L      |                   | ?                    | |
| HMS L8  | L      | 12. März 1918     | A Oktober 1930       | |
| HMS L9  | L/2    | 27. Mai 1918      | A Juni 1927          | Sank am 18. August 1923 bei einem Taifun vor Hongkong (keine Verluste), konnte jedoch geborgen werden.                                                                              |
| HMS L10 | L/2    | 1. Juni 1918      | † 3. Oktober 1918    | Versenkt durch den deutschen Zerstörer S 33 (Totalverlust). Die S 33 wurde bei dem Kampf jedoch so stark beschädigt, dass sie aufgegeben werden musste.                             |
| HMS L11 | L/2    | 27. Juni 1918     | A 16. Februar 1932   | |
| HMS L12 | L/2    | 30. Juni 1918     | A 16. Februar 1932   | |
| HMS L14 | L/2 ML |                   | ?                    | Minenleger. |
| HMS L15 | L/2    |                   | ?                    | |
| HMS L16 | L/2    |                   | ?                    | |
| HMS L17 | L/2 ML |                   | ?                    | Minenleger. |
| HMS L18 | L/2    |                   | ?                    | |
| HMS L19 | L/2    |                   | ?                    | |
| HMS L20 | L/2    | 28. Januar 1919   | A Januar 1935        | |
| HMS L21 | L/2    |                   | ?                    | |
| HMS L22 | L/2    | 10. Juni 1921     | A 30. August 1935    | |
| HMS L23 | L/2    | 1919              | A 1946               | |
| HMS L24 | L/2 ML |                   | X 10. Januar 1924    | Minenleger. Sank nach Kollision mit dem Schlachtschiff Resolution nahe der Isle of Portland (Totalverlust, 43 Tote).                                                                |
| HMS L25 | L/2 ML |                   | ?                    | Minenleger. |
| HMS L26 | L/2 ML | 1919              | A 1945               | Minenleger. |
| HMS L27 | L/2 ML | 1919              | A 25. September 1945 | Minenleger. |
| HMS L52 | L/3    |                   | ?                    | |
| HMS L53 | L/3    |                   | ?                    | |
| HMS L54 | L/3    | 27. August 1924   | A 1938               | |
| HMS L55 | L/3    | 19. Dezember 1918 | A 1953               | Lief am 4. Juni 1919 auf eine britische Seemine, nach einem Gefecht mit russischen Zerstörern. Wurde von der Sowjetischen Marine geborgen und am 7. August 1931 in Dienst gestellt. |
| HMS L56 | L/3    | 3. September 1919 | A 25. März 1938      | |
| HMS L69 | L/3    | 18. April 1923    | A Februar 1939       | |
| HMS L71 | L/3    | 23. Januar 1920   | A 25. März 1938      | |

## U-Boot-Klasse M
| Schiff | Klasse | Indienststellung | Außerdienststellung | Bemerkung |
| ------ | ------ | ---------------- | ------------------- | --- |
| M1     | M      | 17. April 1918   | × 12. November 1925 | Sank nach Kollision mit dem schwedischen Kohleschiff SS Vidar vor Start Point (Totalverlust). Das Wrack wurde 1990 entdeckt. |
| M2     | M      | 14. Februar 1920 | × 26. Januar 1932   | Sank während einer Übung vor der Isle of Portland.                                                                           |
| M3     | M      | 1920             | A 1932              | Umgebaut zum Minenleger. |

## U-Boot-Klasse R
| Schiff  | Klasse | Indienststellung  | Außerdienststellung | Bemerkung |
| ------- | ------ | ----------------- | ------------------- | --------- |
| HMS R1  | R      | 14. Oktober 1918  | A 20. Januar 1923   |           |
| HMS R2  | R      | 20. Dezember 1918 | A 21. Februar 1923  |           |
| HMS R3  | R      | 31. März 1919     | A 21. Februar 1923  |           |
| HMS R4  | R      |                   | ?                   |           |
| HMS R5  | R      |                   | ?                   |           |
| HMS R6  | R      |                   | ?                   |           |
| HMS R7  | R      |                   | ?                   |           |
| HMS R8  | R      |                   | ?                   |           |
| HMS R9  | R      |                   | ?                   |           |
| HMS R10 | R      |                   | ?                   |           |
| HMS R11 | R      |                   | ?                   |           |
| HMS R12 | R      |                   | ?                   |           |